# Mouminides
Les Mouminides, ou Mu'minides ou Banou Abd al-Moumin(en arabe : بنو عبد المؤمن ; en amazighe : ⴰⵢⵜ ⵉⵎⵓⵎⵏⵏ), sont une dynastie fondée par Abd al-Mumin, successeur et disciple d'Ibn Toumert qui est le fondateur du mouvement puis de l'État almohade. Abd al-Mumin fait de ce dernier un califat héréditaire au bénéfice de ses descendants.

## Origine
Abd al-Mumin naît au sein de la tribu des Koumia, tribu berbère Zénète (de la confédération des Beni Faten) située en Oranie. C'est cette qualité d'étranger aux Masmoudas qui lui permet de servir d'arbitre parmi les Almohades. 
Après la bataille de Sétif, soit à son initiative, à celle des cheikhs arabes hilaliens vaincus ou celle de personnalités almohades, Abd el-Mumin recentre le mouvement almohade autour de sa famille, bien que la majeure partie du ministère de l'empire Almohade reste présidée par les Masmoudas du Souss, qui lui prêtent allégeance. Sans résistance, Abd el-Mumin désigne son fils Abou-Abdallah Mohammed au lieu du cheikh Abou Hafs Omar qui avait été primitivement désigné. Cette décision fut prise après un enchaînement d’événements dont la chronologie est confuse. On sait qu'un conflit opposa Abd al-Mumin aux frères d'Ibn Toumert, dont la maladresse à la tête du gouvernorat de Séville avait provoqué une révolte de la population locale.  
Le conflit se dénoue au profit d'Abd el-Mumin qui établit le système dynastique au profit de sa lignée, les Mouminides, non sans opposition. Au lendemain de la victoire de Sétif en 1153, Abd el-Mumin déjoue un complot émanant des frères (ou neveux) d'Ibn Toumert visant à le faire assassiner. À l'issue de l'expédition sur Bougie, Abd el-Mumin prend deux décisions qui heurtent les partisans d'une direction collégiale de l'Empire : son fils Mohammad est désigné comme héritier présomptif, et impose la mention du nom de son wali al-ahd dans les prêches (khutba) sous une forme d'une bay'a anticipée, accompagnée de la nomination de ses fils cadets comme gouverneurs des principales provinces aux dépens des hiérarques de l'Empire. 
Un peu plus tard en 1156, il décide de partager le gouvernement des principales provinces de l'Empire entre ses autres fils, chacun d'eux est cependant secondé d'un cheikh almohade chargé de parfaire sa formation. Une distinction est faite entre les sayyid, descendants d'Abd el-Mumin et les cheikh, les descendants des autres grandes familles almohades. Les Mouminides, califes ou gouverneurs provinciaux, bénéficient d'une certaine aura dans l'Empire. 
Même lors des différends et des exécutions entre descendants d'Abd el-Mumin, un soin particulier est apporté à la sépulture et on n'expose pas les corps. Bab as-Sadat, la porte du palais réservée au Mouminides, ne porte jamais de têtes tranchées, et les autorités almohades forcent les homonymes à changer leur nom de Banou Abd el-Moumin, afin d'en préserver  l'exclusivité pour la famille régnante. Le vizir Abd As Salam Gumi, membre par alliance de la famille d'Abd el-Mumin, voit sa dépouille respectée à la suite de son exécution, son fils est même promu amiral. Au contraire, les têtes des frères d'Ibn Toumert furent exposées après leur exécution. Ce traitement différent est probablement un élément probant de la supériorité des Mouminides sur les cheikhs almohades. Les années 1220 marquent cependant un recul important : le prestige des Mouminides doit être questionné dans le contexte de recul territorial et de guerres intestines. Les chroniques rapportent alors des événements où tantôt le calife légitime, mais également un gouverneur de Cordoue, parent des souverains mouminides, peut être contesté, assassiné ou voir sa tête tranchée.

## Historiographie
Al-Zarkashi décrit la dynastie dans le Tārīkh al-dawlatayn, consacre une partie entière à la première phase de l'almohadisme et décrit le règne des souverains mouminides. En cela il reprend le schéma de l'ouvrage Farisiyya d'Ibn Qunfud, alors qu'un autre ouvrage les Adilla de Ibn al - Šammā ne reprend pas cet exposé.  Une analyse comparative des notices sur les califes mouminides permet de constater que le schéma du Dawlatayn, est repris avec un exposé de type naissance/allégeance/destitution/décès/enterrement. Cette narration est régulière jusqu'à l'avant dernier calife al-Murtada pour lequel figure uniquement la date d'accession au trône. La mention de la victoire mérinide annonce implicitement la disparation de l'empire almohades. Un autre ouvrage, le Dayl, fait mention de la vie des deux derniers califes mouminides  : al-Murtada et Abou al 'Ula. 

## Dynastie des califes mouminides (1163–1269)
- 1128–1163 : `Abdul-Mu'min
- 1163–1184 : Abû Ya'qûb Yûsuf
- 1184–1199 : Abû Yûsuf Ya'qûb al-Mansûr
- 1199–1213 : Muhammad an-Nâsir
- 1213–1223 : Yûsuf al-Mustansir
- 1223-1223 : `Abd al-Wâhid al-Makhlû'
- 1223–1227 : Abû Muhammad al-`Âdil
- 1227–1229 : Yahyâ al-Mu`tasim (premier prétendant à la succession, fils de Muhammad an-Nâsir et soutenu par les cheikhs de Marrakech)
- 1227–1233 : Abû al-`Alâ' Idrîs al-Ma'mûn (second prétendant à la succession, soutenu par le souverain chrétien Ferdinand III de Castille).
- 1233–1242 : Abu Muhammad `Abd al-Wâhid ar-Rachîd
- 1242–1248 : Abû al-Hasan as-Sa`îd al-Mu'tadid
- 1248–1266 : Abû Hafs `Umar al-Murtadâ
- 1266–1269 : Abû al-`Ula al-Wâthiq Idrîs

## Arbre généalogique
- ʿAli al-Kumi
  - 1. ʿAbd al-Mou'min, (1130-1163)
    - 2. Abou Yaʿqoub Youssouf (1163-1184)
      - 3. Abou Youssouf Yaʿqoub « al-Mansour » (1184-1199)
        - 4. Abou ʿAbdallah Mouhammad « an-Nasir » (1199-1213)
          - 5. Abou Yaʿqoub Youssouf II « al-Moustansir » (1213-1224)
          - 8. Abou Zakarya Yahya « al-Mouʿtassim » (1227-1229)

        - 7. Abou Mouhammad ʿAbdallah « al-ʿAdil » (1224-1227)
        - 9. Abou al-ʿOula Idriss « al-Ma'moun » (1227-1232)
          - 10. Abou Mouhammad ʿAbd al-Wahid « ar-Rachid » (1232-1242)
          - 11. Abou al-Hassan ʿAli « al-Mou'tadid » (1242-1248)

      - 6. Abou Mouhammad ʿAbd al-Wahid « al-Makhlou » (1224)
      - Ishaq ibn Youssouf
        - 12. Abou Hafs ʿOmar « al-Mourtada », (1248-1266)

    - ʿOmar ibn ʿAbd al-Mou'min
      - Mouhammad ibn ʿOmar
        - 13. Abou Dabbous Idriss « al-Wathiq » (1266-1269)